# Paquita Pérez Pérez
Paquita Pérez Pérez (València, maig de 1924 - 4 de març de 2023) fou una fallera valenciana, considerada la precursora de l'Ofrena de Flors a la Mare de Déu dels Desamparats.
L'any 1943, fou la fallera major de Sant Vicent-Falangista Esteve, i rebé de mans de la comissió un ram de flors que decidí portar a la imatge de la Mare de Déu, que no estava fora de la plaça homònima sinó dins de la Catedral. Els fallers l'acompanyaren amb la banda de música de Massarrojos.
D'ençà, la seua comissió li rendia homenatge i va tornar a desfilar al 25 i al 50 aniversari de l'esdeveniment, no així al 75, ja que la pròpia comissió li havia perdut la pista.